# Bear Islands
Bear Islands är öar i Kanada.   De ligger i territoriet Nunavut, i den östra delen av landet, 1 100 km norr om huvudstaden Ottawa.
Trakten runt Bear Islands är nära nog obefolkad, med mindre än två invånare per kvadratkilometer.